# ان‌جی‌سی ۲۳۶۲
ان‌جی‌سی ۲۳۶۲ (انگلیسی: NGC 2362) یک خوشه باز از ستارگان در صورت فلکی سگ بزرگ است. اخترشناس ایتالیایی جووانی باتیستا اودیرنا آن را در سال ۱۶۵۴ کشف کرد.